# Clase trabajadora soviética

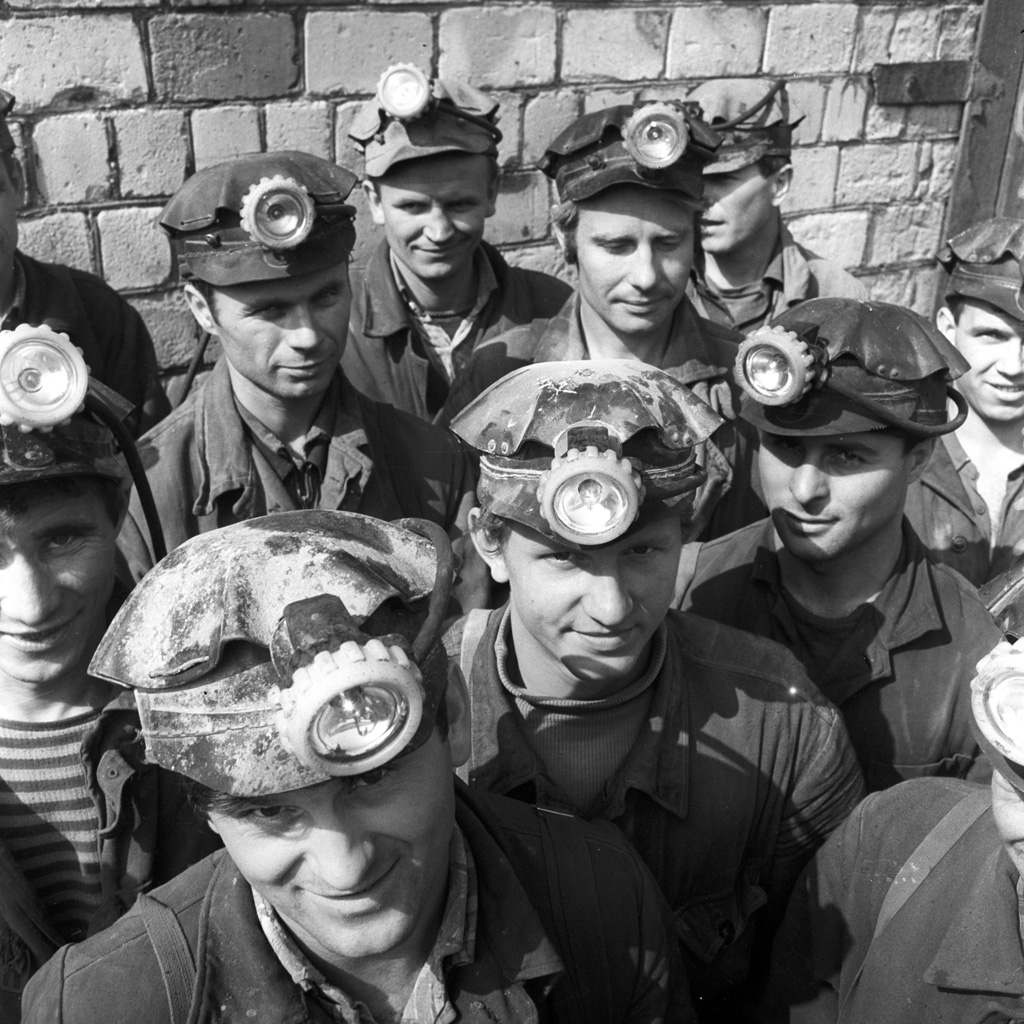
Trabajadores de la planta de potasa de Soligorsk (1968)

La clase trabajadora soviética, según la teoría marxista-leninista, se suponía que sería la clase dominante de la Unión Soviética durante su transición de la etapa socialista al comunismo pleno. Sin embargo, según Andy Blunden, su influencia sobre la producción y las políticas disminuyó a medida que avanzaba la existencia de la Unión Soviética.

## Empleo

### Productividad
Varios soviéticos expresaron preocupación por el enfoque en el fuerte crecimiento del ingreso per cápita por encima de la productividad laboral. Un problema era que los salarios en la Unión Soviética no podían utilizarse ni como una forma de disciplinar a los trabajadores ni como un sistema de incentivos, excepto en una capacidad limitada. Los trabajadores soviéticos no estaban controlados por el premio y el castigo (siendo el premio el aumento de los salarios y el castigo el desempleo).

### Mujeres
| Empleo femenino (1922-1976) | Empleo femenino (1922-1976) | Empleo femenino (1922-1976) |
| Año                         | Trabajadoras                | % de la mano de obra        |
| --------------------------- | --------------------------- | --------------------------- |
| 1922                        | 1.560.000                   | 25                          |
| 1926                        | 2.265.000                   | 23                          |
| 1928                        | 2.795.000                   | 24                          |
| 1932                        | 6.000.000                   | 27,4                        |
| 1940                        | 13.190.000                  | 39                          |
| 1945                        | 15.920.000                  | 54                          |
| 1950                        | 19.180.000                  | 47                          |
| 1955                        | 23.040.000                  | 46                          |
| 1960                        | 29.250.000                  | 47                          |
| 1965                        | 37.680.000                  | 49                          |
| 1968                        | 42.680.000                  | 50                          |
| 1970                        | 45.800.000                  | 51                          |
| 1972                        | 48.707.000                  | 51                          |
| 1974                        | 51.297.000                  | 51                          |
| 1976                        | 53.700.000                  | 51,5                        |

El primer gobierno soviético implementó una política de promover la incorporación de más mujeres en el empleo industrial urbano; estas políticas estaban motivadas ideológica, política o económicamente. Las turbulencias posrevolucionarias que se produjeron dificultaron cualquier mejora de las perspectivas inmediatas de aumento del empleo femenino en las zonas urbanas. El XIII Congreso del Partido, celebrado en 1924, tomó muy en serio el empleo de las mujeres, y se alarmó con los desarrollos en el país; el empleo de las mujeres había disminuido del 25 % al 23 % de la mano de obra total. En 1928, la proporción de mujeres trabajadoras había aumentado hasta el 24 %. Durante el gobierno de José Stalin, el número de mujeres trabajadoras aumentó del 24 % de la fuerza laboral en 1928 al 39 % en 1940. En el período de 1940 a 1950, las mujeres representaron el 92 % de los nuevos ingresos en el empleo; esto se debe principalmente a la salida de los hombres que lucharon durante la Segunda Guerra Mundial. El regreso de los hombres a la vida civil disminuyó el empleo de las mujeres; el 56 por ciento de la fuerza laboral eran mujeres en 1945, disminuyó al 47 en 1950.

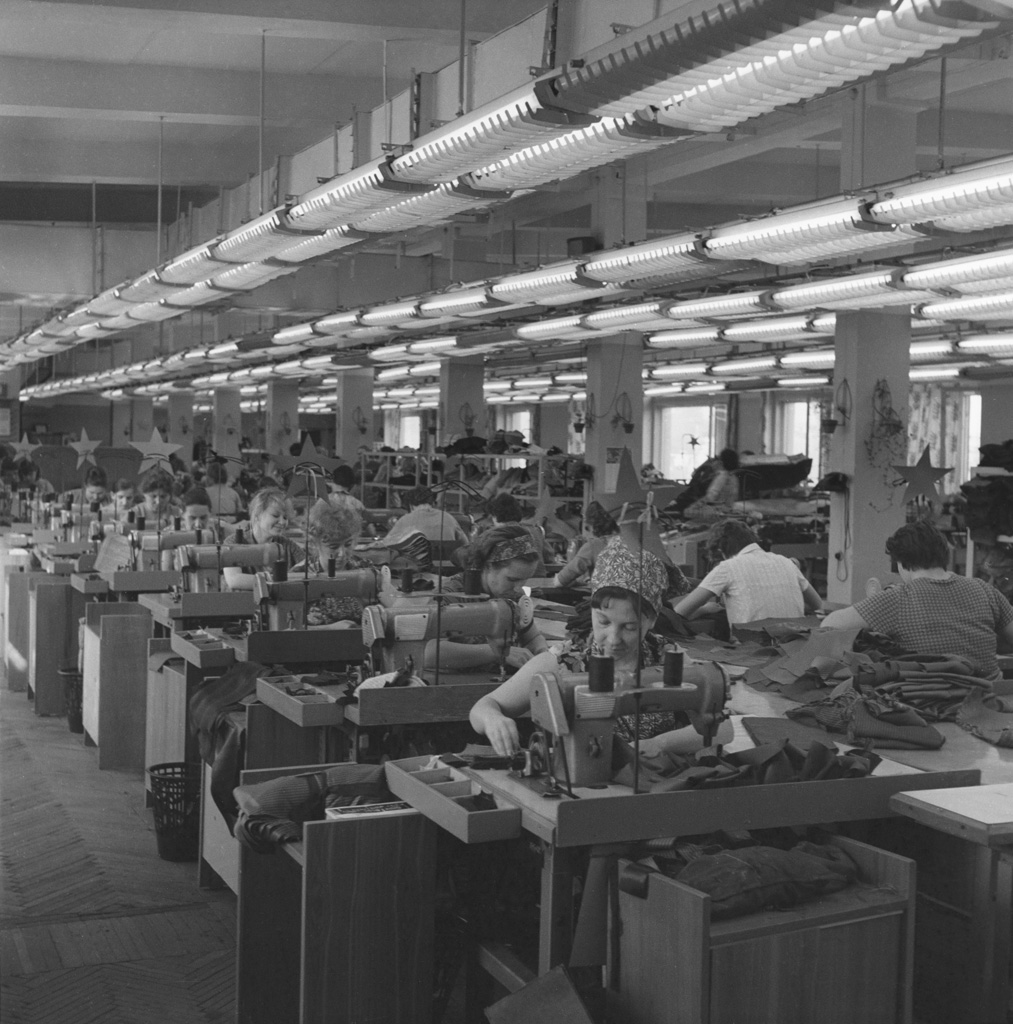
Los trajes de hombre son confeccionados por mujeres en la fábrica Bolshevichka

Una última y gran campaña para aumentar el empleo femenino se inició en la década de 1960 debido a la escasez de mano de obra en todo el país. Un censo de 1959 indicaba que, de los 13 millones de personas capaces y fuertes que podían trabajar pero no lo hacían, el 89 por ciento eran mujeres. Estas mujeres vivían en pequeñas áreas urbanas con instalaciones de cuidado infantil escasas o deficientes. En el periodo 1960-1971, se emplearon a 18 millones de nuevas mujeres, la mayoría de ellas provenían de hogares. Esta fuente de mano de obra se agotó a nivel nacional, excepto en la comunidad musulmana soviética. Emplear a mujeres era un problema importante en Asia Central soviética, la mayoría de las mujeres que trabajaban en las repúblicas de Asia Central eran de etnia rusa o ucraniana. Por ejemplo, en 1973, el 54 por ciento de la población de Turkmenistán estaba empleada, de estos, menos de un tercio eran turcomanos étnicos.
Al igual que en el capitalismo, el patriarcado y el papel de las mujeres desempeñaron una parte importante en el desarrollo soviético. Antes de que Stalin se convirtiera en primer ministro, el gobierno inició una política que puso fin a la discriminación contra las mujeres en el lugar de trabajo. Sin embargo, el gobierno de Stalin era más conservador y revocó varias legislaciones bolcheviques. Aunque no se oponían a que las mujeres trabajaran, se les asignaban trabajos de bajo nivel y, en el lugar de trabajo, se encontraban en el último peldaño de la escalera social. A las mujeres se les daban los trabajos peor remunerados y de baja cualificación. Otro problema era que, mientras las mujeres se proletarizaban, sus cargas familiares aumentaban: se seguía esperando que las mujeres continuaran con sus deberes tradicionales en casa y en la familia.
A pesar de la discriminación, se lograron varios avances. Por ejemplo, en 1926, 9 de cada 10 mujeres trabajadoras se dedicaban a la agricultura, en 1959 esto había disminuido a la mitad de las mujeres trabajadoras y en 1975 menos de un tercio de las mujeres trabajaban en la agricultura. Una razón importante para el creciente papel que las mujeres desempeñaban en la fuerza laboral se debía al hecho de que, para 1960, había más mujeres que hombres en la Unión Soviética. Las mujeres eran el reemplazo lógico para los hombres, una fuente que se estaba agotando. Otra razón para el creciente papel de las mujeres era que los salarios promedio eran demasiado bajos; las mujeres necesitaban trabajar si la imagen de la familia soviética promedio se convertiría en realidad.

## Nivel de vida

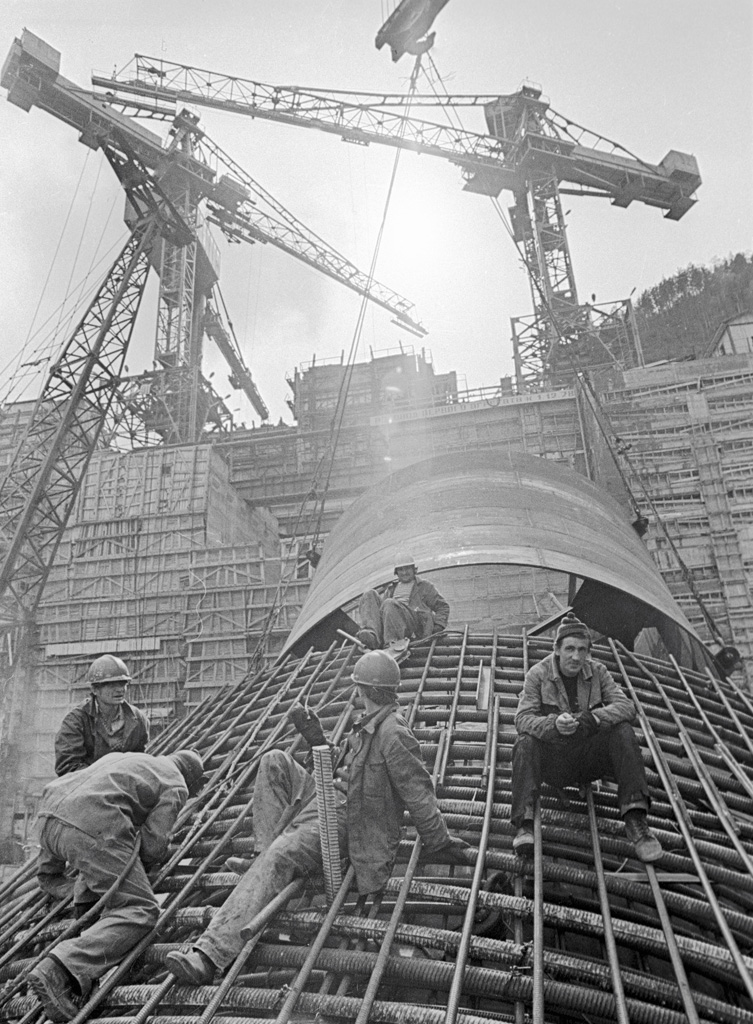
Trabajadores en la construcción de la central hidroeléctrica Sayano-Shúshenskaya (1978)

### Condiciones laborales
Las condiciones laborales de un trabajador soviético cambiaron con el tiempo; por ejemplo, al principio del régimen socialista el gobierno promovió una política de participación obrera a nivel empresarial. Durante el impulso de industrialización acelerada de José Stalin, los trabajadores perdieron su derecho a participar en el funcionamiento de la empresa, y sus condiciones de trabajo empeoraron. Por ejemplo, en 1940, se promulgó un decreto que se convirtió en ley, el cual establecía que un trabajador podía ser arrestado si acumulaba tres ausencias, llegadas tardías o cambiaba de trabajo sin la autorización oficial. Se introdujo el trabajo de choque, que implicaba que los trabajadores debían trabajar más allá de las horas regulares, junto con la planificación centralizada. Durante la Segunda Guerra Mundial, la presión sobre los trabajadores aumentó y se esperaba que realizaran esfuerzos hercúleos en su trabajo. En los años posteriores a la guerra, las condiciones no mejoraron, sino que en algunos casos empeoraron. Por ejemplo, el pequeño hurto se volvió ilegal; esto se había permitido durante varios años para compensar los bajos salarios de los trabajadores. La situación para el trabajador común mejoró durante los años posteriores a Stalin, y algunas de las medidas más severas aprobadas por el régimen de Stalin para mejorar la productividad laboral fueron derogadas. Debido a la falta de una política de premios y castigos bajo la administración de Bréznev, la productividad y la disciplina laboral disminuyeron durante la década de 1970.

### Salarios

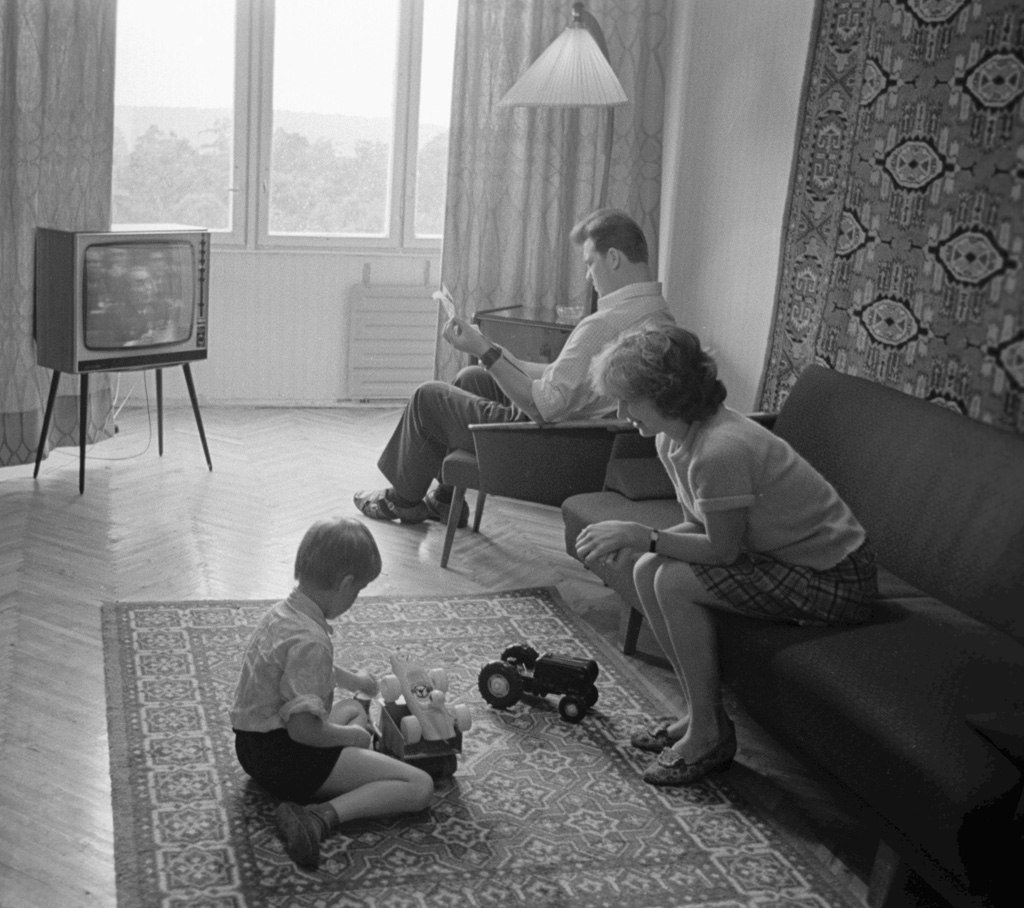
Una familia de la clase trabajadora soviética; esta familia vivía en Kiev

Desde que el desempleo se volvió inviable a través de diversas leyes, el trabajador soviético, en contraste con el trabajador capitalista, tenía una mayor seguridad económica.
A cambio de trabajar, un trabajador soviético recibiría una retribución individual en forma de salario monetario; sin embargo, durante el periodo bajo la Nueva Política Económica (década de 1920), la hiperinflación hizo que el dinero fuera prácticamente inútil, y a veces los salarios se obtenían a través del trueque.[cita requerida]

### Prestaciones sociales
El acceso a los valores de uso por parte del trabajador soviético común no estaba determinado por los salarios en dinero, sino más bien por una posición en la jerarquía oficial, el acceso a los privilegios o a los privilegiados, el acceso a las divisas, el lugar donde vivía una persona, la influencia y el acceso al mercado negro. A diferencia de las sociedades capitalistas, el dinero no era la piedra angular de la vida: una persona soviética no entraba en contacto con más valores de uso por la cantidad de dinero que tuviera.